# Les Chiots
Les Chiots est une nouvelle écrite par l'écrivain péruvien et Prix Nobel de littérature 2010, Mario Vargas Llosa, publié dans sa première édition en 1967 chez Lumen en espagnol et traduit en français en 1974 chez Gallimard dans le recueil de nouvelles Les Chiots, suivi de Les Caïds. Le livre a été édité plusieurs fois et traduit dans de nombreuses langues. L'auteur lui donna le titre Los Cachorros.

## Genèse
Les Chiots est l'un des premiers ouvrages de Vargas Llosa. La nouvelle est écrite dans la continuité de La ville et les chiens, le premier roman de l'auteur. Ces deux œuvres ont en commun d'être des fictions inspirées par la jeunesse dans la banlieue de Lima du prix Nobel. 

## Synopsis
Les Chiots raconte l'histoire d'une bande de garçons péruviens, fils de classe moyenne, vivants dans une banlieue résidentielle de Lima, depuis leur enfance jusqu'à leur arrivée dans l'age adulte. L'histoire commence par l'arrivée d'un nouvel élève, Cuellar, dans le collège religieux de Champagnat, dans le district de Miraflores à Lima. Il va y faire la connaissance d'autres adolescents qui vont former une bande avec l'habitude de faire les 400 coups ensemble. Le drame de Cuellar arrive peu après lorsque pendant un match de foot il se fait attaquer par le chien de l'école qui le mord aux parties génitales. Dès lors, Cuellar sera surnommé Pichulla ou petit-zizi, avec les difficultés qui s'ensuivent pour se remettre puis pour vivre avec ce handicap. Il est dès lors traité avec compassion mais différemment par sa famille, ses amis, ses professeurs et va devoir affronter son passage à l'adolescence pour se faire une place dans le monde en tachant toujours de prouver sa virilité par le sport, la violence et des attitudes machistes.

## Adaptation
Cette nouvelle a été adaptée au cinéma par Jorge Fons en 1973. Il ne connait pas un grand succès mais est tout de même nommé deux fois aux Ariel Awards, pour le prix Ariel de la meilleure actrice et le prix Ariel de la meilleure musique originale.